# Erdőhátkarcsa
Erdőhátkarcsa (1899-ig Erdőhát-Damazér-Karcsa, szlovákul Lesné Kračany) Királyfiakarcsa településrésze, egykor önálló falu Szlovákiában, a Nagyszombati kerületben, a Dunaszerdahelyi járásban.  A Karcsák falucsoport része. 2001-ben Királyfiakarcsának 967 lakosából 872 magyar és 84 szlovák volt.

## Fekvése
Dunaszerdahelytől 4 km-re nyugatra fekszik.

## Története
A falut valószínűleg a 13. században alapították, első említése Erdewhatikarcha alakban 1358-ban történik. Nevét a területén ma is megtalálható Erdőháti erdőről kapta. Lakói nemesi kiváltságokkal rendelkeztek. 1352-ben említik egyik birtokosát, Erdőhátkarcsai András fia Pétert, aki királyi szolgálatban állt. A 15.-16. századi oklevelekben többször szerepelnek nemesei. A 17. század elején nagyobb részét a Derghi Somogyi család vásárolta meg, majd a 19. században a Bartal család a fő birtokosa.
1910-ben Damazérkarcsával együtt Erdőhátkarcsának 149, túlnyomórészt magyar lakosa volt. A trianoni békeszerződésig Pozsony vármegye Dunaszerdahelyi járásához tartozott. 1947-ben a falu csaknem teljes lakosságát Csehországba hurcolták, de később visszatérhettek.